# 자완무시

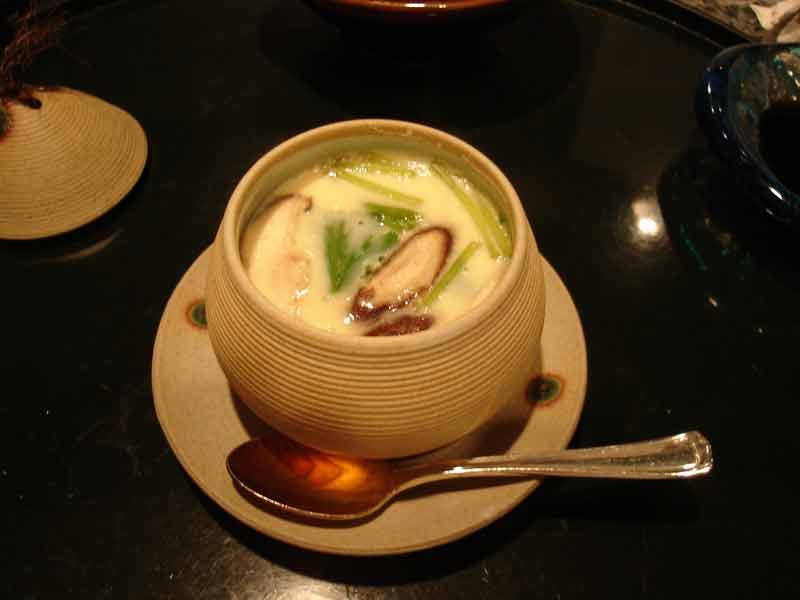
자완무시

자완무시(일본어: 茶碗蒸し, ちゃわんむし)는 일본 요리의 일종이다. 원통형 그릇에 표고버섯, 은행, 백합뿌리, 가마보코, 닭고기, 작은 새우, 구운붕장어 등의 재료와, 풀은 달걀에 담백한 육수를 넣고 찜통에서 찐 요리다. 이때 찜통 뚜껑이 겹치지 않도록 마른 행주를 끼워두기도 한다. 일식집에서 사이드 메뉴로 제공되는 계란찜은 대개 이것인 경우가 많다.
너무 빨리 가열하면 달걀이 빨리 응고하고 구멍틈새가 생긴다. 이는 달걀의 단백질이 60도부터 덩어리지기 시작하는데 100도에서 끓는 물과 온도차가 있기 때문에 발생하는 현상이다. 이때 잎새버섯을 생으로 넣으면 프로테아제 (단백질을 분해하는 효소)가 작용하면서 달걀이 응고하지 않게 되기 때문에 익히고 나서 넣는다.
여름철에는 식힌 뒤 시원한 육수를 부어 먹으며, 겨울에는 뜨겁게 데운 채로 먹는다. 가이세키 요리에서는 본요리인 사시미에 앞서 나오는 요리로 되어 있다. 자완무시에 우동이 재료로 들어가면 '오다마키우동' (おだまきうどん)이라 부른다. 또 지역에 따라 조개류 와 흰살 생선, 밤 조림이나 삶은 죽순, 밀기울 등을 넣기도 한다. 일본 돗토리현 서부, 요나고시 일대에서는 당면을 꼭 넣는다.

## 같이 보기
- 계란찜
- 다마고도후